# Antropologia forense

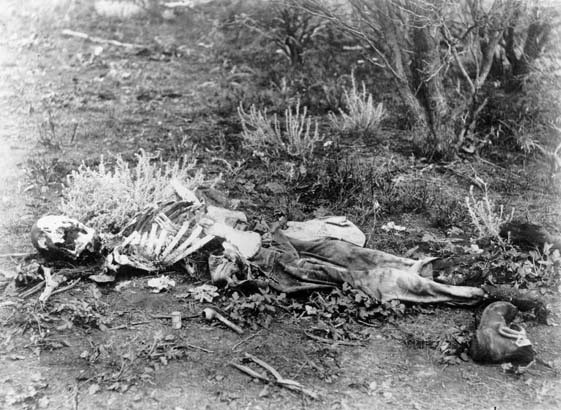
A antropologia forense pode ajudar a identificar restos de pessoas que morreram no passado, como os da imagem, descobertos na Austrália no início do século XX

A antropologia forense é uma das subdisciplinas da antropologia física. Ela se divide em três ramos importantes: A antropologia  forense, a arqueologia forense e a antropologia cultural forense. Suas maiores aplicações são dentro de investigações criminais, e na paleoantropologia humana.

## Antropologia forense
Antropologia forense é ramo da medicina legal, da antropologia social e do direito, tem como principal objetivo a identidade e identificação do ser humano através de um processo técnico cientifico sistematizado. Utiliza conhecimentos da antropologia geral, com clara importância na esfera penal.

## Antropologia física forense
A antropologia física forense trata da identificação de restos humanos esqueletizados devido a sua grande relação com a biologia e a osteologia. Também examina, quando possível, as causas da morte, retratando e reconstituindo a cena da morte, através do exame dos ossos e das lesões, com o auxílio de criminalistas e médicos forenses.

## Antropólogos forenses notáveis
- Thomas Dwight     (1843 - 1919)
- Ales Hrdlicka     (1869 - 1943)
- Earnest Hooton    (1887 - 1954)
- Mildred Trotter   (1899 - 1991)
- T. Dale Stewart   (1901 - 1997)
- Wilton M. Krogman (1903 - 1987)
- Ellis R. Kerley   (1924 - 1998)
- Clyde Snow        (1928)
- William M. Bass   (1928)
- J. Lawrence Angel (1932 - 1988)
- William R. Maples (1937 - 1997)
- Karen Ramey Burns (1947)
- Richard L. Jantz
- Douglas H. Ubelaker
- Steven Ousley
- Dennis C. Dirkmaat
- Sheilagh T. Brooks
- Jane E. Buikstra (1945)
- Steven Symes
- William C. Rodriguez
- Marcella Sorg
- Judy M. Suchey
- Sue Black
- Clea Koff
- Kewal Krishan (1973 - )
- Jerome Bailen
- Emily Craig
- Kathy Reichs (1950 - )
- William Haglund